# Mosaïque du couronnement de Vénus de Carthage
La mosaïque du couronnement de Vénus initialement appelée mosaïque d'Ariadné est une mosaïque romaine datée du IVe siècle et découverte sur le site archéologique de Carthage dans les années 1920. 
Elle est conservée au musée national du Bardo.

## Histoire et localisation

### Histoire antique

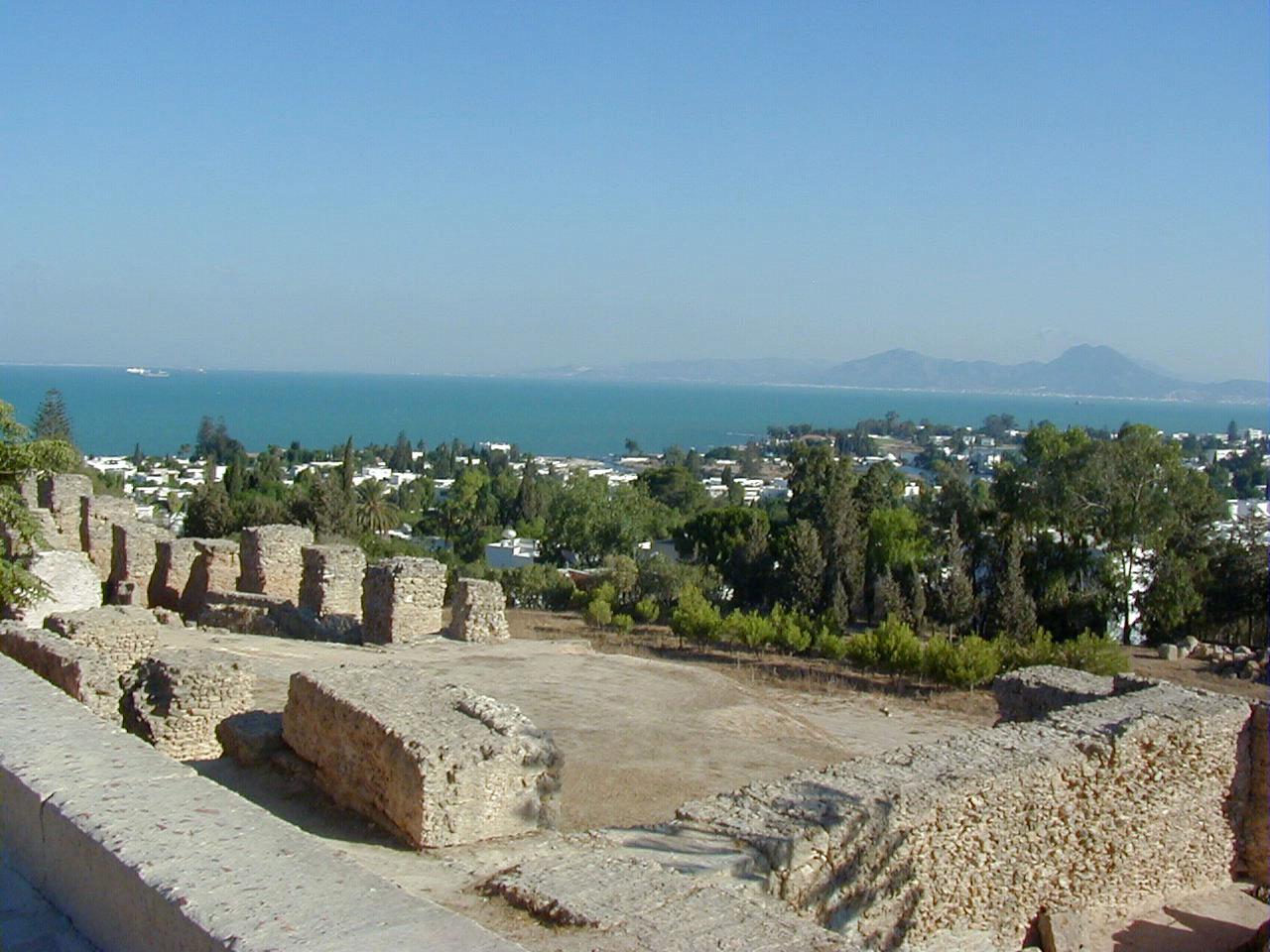
Le flanc sud de Byrsa et le djebel Bou Kornine.

La maison dans laquelle la mosaïque a été retrouvée était localisée sur les flancs de la colline de Byrsa, et elle est située à proximité du templum Gentis Augustae, qui a livré l'autel de la Gens Augusta.
Située sur le flanc est de Byrsa, la maison mesurait 18,80 m sur 7 m.
Certaines pièces de la maison possédaient des mosaïques, dont une portant la tête de Glaucus et celle du couronnement dite d'Ariadne.
Elle date du IVe siècle et était située à l'entrée de la pièce dans laquelle elle a été découverte.
Dans l'Antiquité tardive un édifice a recouvert la maison ce qui a occasionné la destruction du pavement de la pièce la plus grande.

### Redécouverte

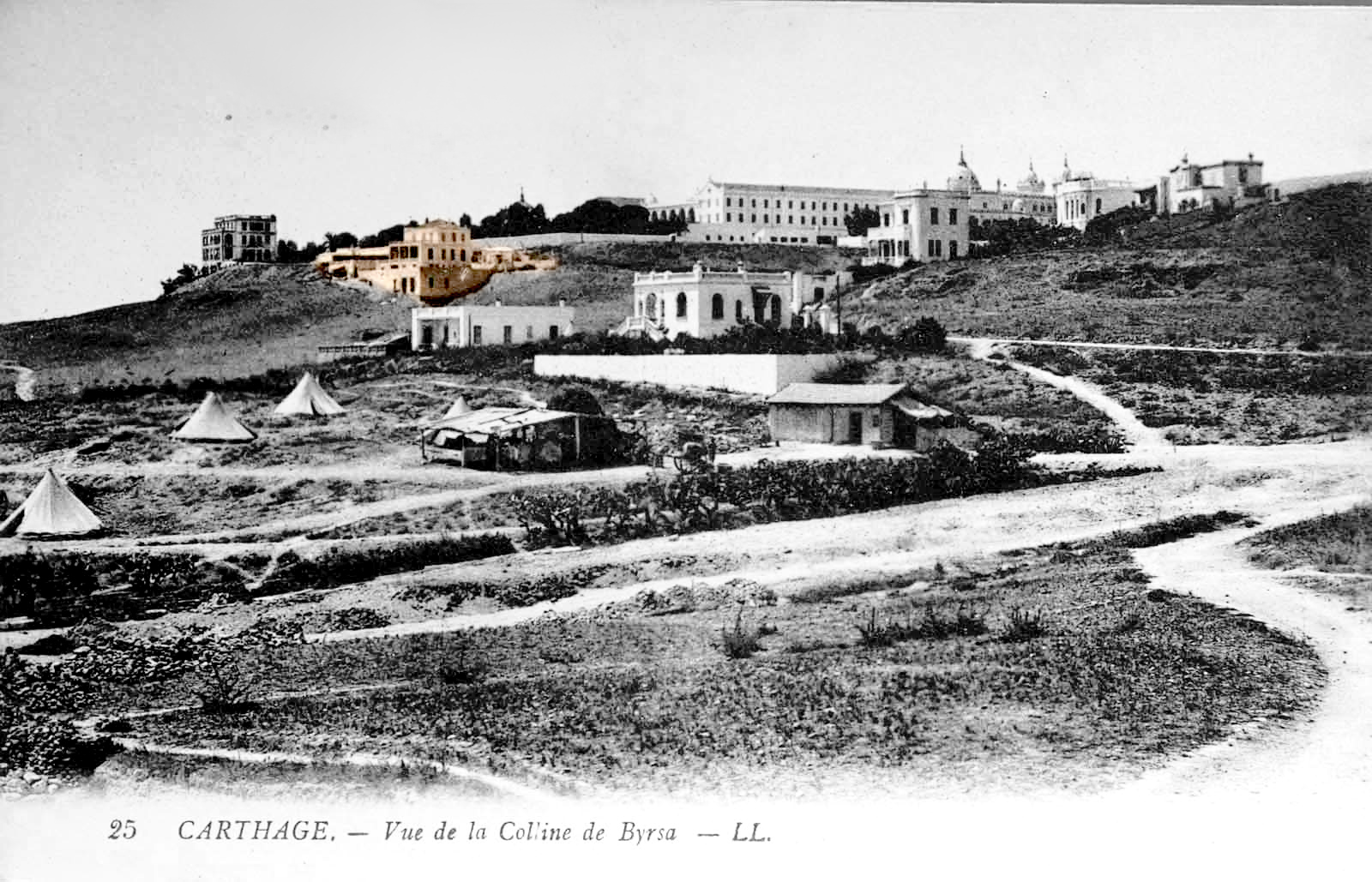
Villa Saumagne et l'environnement du flanc est de la colline de Byrsa en 1910 sur une carte postale ancienne.

La mosaïque est retrouvée dans des fouilles réalisées dans la propriété Saumagne, sous la direction de Charles Saumagne en 1923. La maison est nommée maison d'Ariadné du fait de l'interprétation du thème de l'œuvre. Seule la partie méridionale de la maison est alors fouillée.
Elle intègre aussitôt les collections du musée du Bardo, salle XXVII.

## Description

### Composition et entourage
Le support de la mosaïque est un béton de mauvaise qualité selon ses inventeurs. La mosaïque est constituée de tesselles de pierre à la diversité « plus apparente que réelle » : le fond est en calcaire blanc, et des marbres de couleurs et de provenance diverse, Italie et Chemtou et l'artiste a fait usage de la pâte de verre voire d'or sur les bijoux et diadème de la divinité. La pâte de verre avait comme but de « faire scintiller le pavement ».
L'entourage est constitué d'un filet noir, une corniche pourvu de chevrons et de grecques. On voit également un motif de lierre avec des feuilles. 

### Divinité
La divinité est assise sur un trône couronné d'un dais, et richement orné de pierres précieuses ou de plaques incrustées. La déesse est sur un ilot qui abrite un dais pourvu de colonnes de marbre « rouge clair [et] non cannelées » corinthiennes et d'une coupole. Un voile noir est disposé derrière le trône,.
La déesse, installée « en majesté » est à moitié dénudée et elle porte des bijoux en or, collier, bracelets et pendants aux oreilles. Vénus est déhanchée du côté droit, la jambe gauche en avant et a un drapé sur l'épaule gauche, rouge et bleu. Son buste, nu, est très long et ses hanches très disproportionnées. Les seins sont soulignés par un cercle noir. Le visage de la divinité est celui d'« une toute jeune fille » qui a des roses jetées à ses pieds, ainsi qu'une infula.
La scène figure le moment où la déesse se pose une grande couronne en or sur la tête, couronne richement ornée de perles et d'un cabochon.

### Autres personnages et éléments représentés
La mosaïque comporte également des représentations de musiciens et danseurs de chaque côté du trône. Le fond du pavement est constitué d'une mer poissonneuse : sont représentés des oursins, des grondins, des rougets et des daurades, de façon réaliste. Dans la mer sont présents des motifs de dents de scie et de bâtonnets.
Vers la déesse voguent deux barques, décorées d'un écusson, dont celle de droite est maladroitement intégrée à la composition par manque de place. Le navire de gauche a la poupe relevée et la proue courbe, celui de droite est tronqué « faute de place ».
Elles sont occupées chacune par trois naines difformes, qui jouent de la musique, de la flûte ou dansent, munies de crotales et d'un thyrse. La musicienne du navire de droite jour de la flûte de pan. Les naines sont vêtues de tuniques de couleur rose, verte ou jaune et sont couronnées de lierre. La position des personnages est symétrique.
La mosaïque trouve ainsi une symétrie et oriente le regard vers la divinité, sujet principal du tableau,.

## Interprétation

### Œuvre à l'exécution naïve
La mosaïque est, selon ses inventeurs, « plus curieuse que belle » et les cartons sont exécutés de façon servile ; cette attitude aboutissant au problème de rendu en particulier du navire de droite qui ne dispose pas de suffisamment de place. De même, il n'y a pas de trône sous le dais.
La banalité des motifs est liée selon les mêmes à lier à une volonté de copier des modèles en vogue.

### Traitement annonciateur de l'art byzantin
L'œuvre est riche du fait des couleurs et du sens à donner à Vénus, divinité de la fécondité, en pleine majesté. Cette richesse dans le « chatoiement des couleurs » annonce les œuvres de l'époque byzantine. 
La scène est au départ identifiée à un couronnement d'Ariane, mais cette interprétation est abandonnée au profit d'une représentation de la déesse de l'amour. Les naines sont représentées dans « un esprit réaliste », l'artiste a également pris en compte l'angle de vue car le dais qui présente une dissymétrie ne la présentait pas en situation du fait de l'optique.

### Œuvre à la fonction apotropaïque

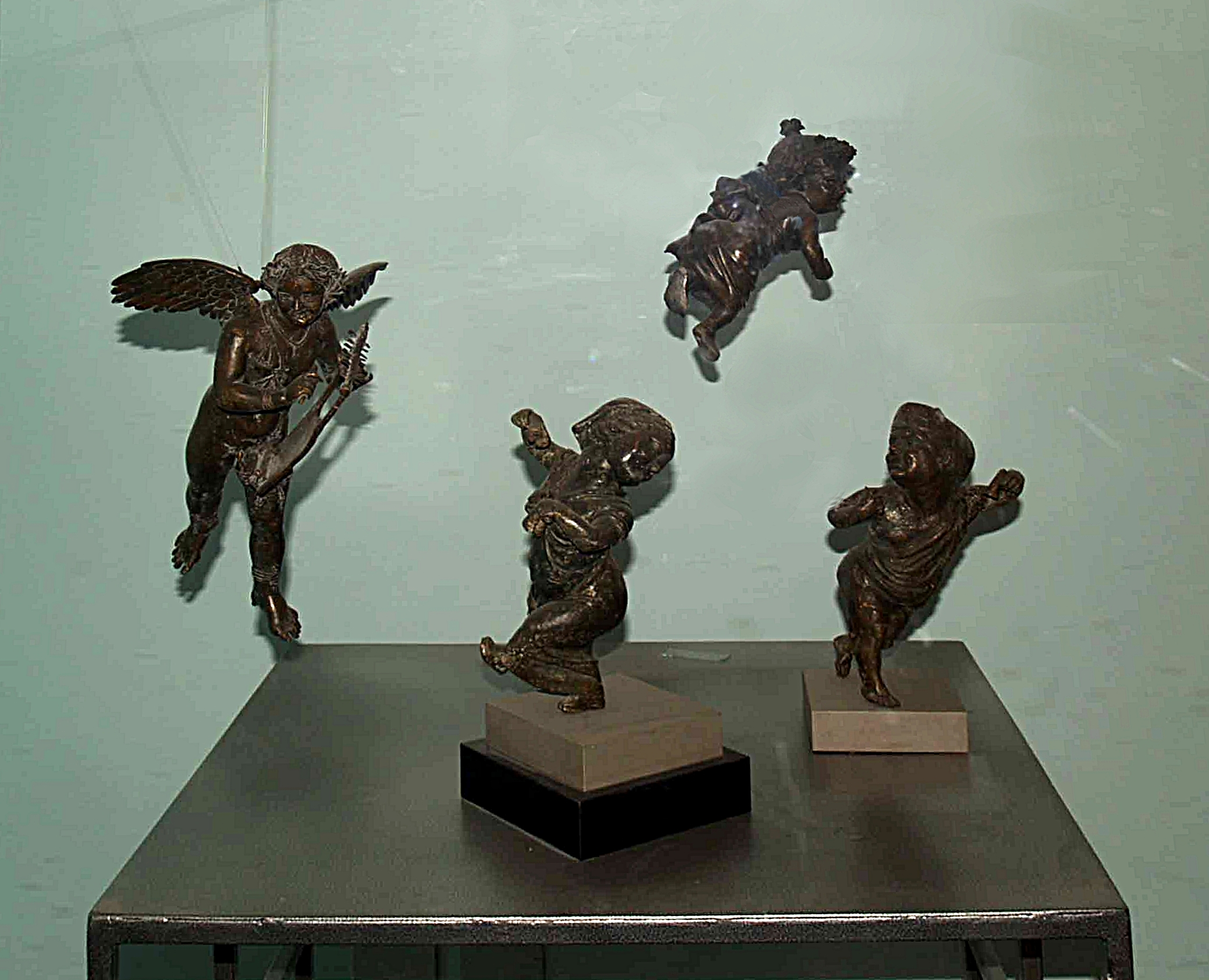
Groupe de statuettes de musiciennes et de danseuses de l'épave de Mahdia, musée du Bardo

La présence des danseuses et musiciennes est empruntée à l'art hellénistique en particulier à la peinture de l'école d'Alexandrie et ces personnages donnent « une impression de légèreté et de grâce ». Des statuettes de bronze de "pygmées" représentant des sujets similaires ont été retrouvés dans les fouilles sous-marines de l'épave de Mahdia et sont des œuvres soit d'Alexandrie soit des copies athéniennes de celles-ci.
Le symbole qui est porté par l'œuvre est bénéfique : Vénus est une « déesse de la fécondité et du renouveau », et figure en position dominante. Elle figure, sur son trône et parée de riches attributs, comme étant en situation de « neutraliser les forces du mal ».
Il s'agit de contrer « les intrigues du mauvais œil » et la déesse de l'amour est en situation favorable pour ce faire, parée d'une « puissance magique » : la thématique est très populaire dans l'école de mosaïque d'Afrique aux IIIe siècle et IVe siècle. La présence caricaturée des musiciennes et danseuses contribue à la même mission, par le rire qu'elles sont supposées déclencher,.

#### Ouvrages généraux
- Aïcha Ben Abed-Ben Khedher, Le musée du Bardo : une visite guidée, Tunis, Cérès, 1992, 76 p. (ISBN 978-9973-700-83-4).
- Abdelmajid Ennabli, Carthage : les travaux et les jours, Paris, CNRS éditions, 2020, 493 p. (ISBN 978-2-271-13115-7). .
- M'hamed Hassine Fantar, Samir Aounallah et Abdelaziz Daoulatli, Le Bardo, la grande histoire de la Tunisie : musée, sites et monuments, Tunis, Alif, 2015 (ISBN 978-9938-9581-1-9).
- Hédi Slim, Ammar Mahjoubi, Khaled Belkhodja et Abdelmajid Ennabli, Histoire générale de la Tunisie, vol. I : L'Antiquité, Paris, Maisonneuve et Larose, 2003 (ISBN 978-2-7068-1695-6).
- Hédi Slim et Nicolas Fauqué, La Tunisie antique : de Hannibal à saint Augustin, Paris, Mengès, 2001, 259 p. (ISBN 978-2-85620-421-4).
- Mohamed Yacoub, Le Musée du Bardo : départements antiques, Tunis, Agence nationale du patrimoine, 1993, 294 p. (ISBN 978-9973-917-12-6). .
- Mohamed Yacoub, Splendeurs des mosaïques de Tunisie, Tunis, Agence nationale du patrimoine, 1995, 421 p. (ISBN 9973-917-23-5). .

#### Travaux sur la mosaïque
- Louis Poinssot et Raymond Lantier, « Les mosaïques de la «Maison d'Ariadne » à Carthage », Monuments et mémoires de la Fondation Eugène Piot, vol. 27-1,‎ 1924, p. 69-86 (lire en ligne, consulté le 14 avril 2020). .